# Straubing
Straubing là một thành phố trong bang Bayern, Đức. Thành phố có diện tích 67,58 km², dân số là 44.633 người. Thành phố nằm bên sông Danube.

## Cư dân nổi tiếng
- Agnes Bernauer
- Mathias Flurl
- Joseph von Fraunhofer
- Jakob Sandtner
- Emanuel Schikaneder
- Ulrich Schmidl
- Carl Spitzweg